# التذكير والتأنيث (صرف)
تُصنِّف الكلمات في العربية إلى: مُذكر، ومؤنث؛ ولكل منهما علامات ودلائل وخواص.

## التأنيث
المؤنث هو ما يصحّ أن تشير إليه بقولك «هذه»، نحو: «امرأة» و«فدوى»، و«بقرة»، و«شمس»، و«دار». وهو يقسم إلى خمسة أقسام، تُتناول عادةً في تصنيفين.

### التصنيف الأول
- المؤنّث الحقيقيّ: هو ما كان له مذكّر من جنسه، نحو: «امرأة»، و «نعجة»، و «لبؤة».
- المؤنّث المجازي: هو ما يعامل معاملة المؤنّث الحقيقيّ ولكن لا ذكر له، نحو: «دار»، و«شمس»، و«خيمة». وهو نوعان:
  - المختوم بعلامة تأنيث ظاهرة، وهم التاء المربوطة، الألف المقصورة، والألف الممدودة؛ نحو: «جامعة»، و«مسطرة»، و«ذكرى»، و«عصا»، و«سماء».
  - الخالي من علامة التأنيث، نحو: «أرض»، و«عين»، و«أذن».[1]

يُفرَّق عادةً بين هذين القسمين، بالقول أن المؤنث الحقيقي هم ذوات الأرحام، بينما المؤنث المجازي هم من ليسوا ذوات أرحام.

### التصنيف الثاني
- المؤنّث اللّفظّي: هو ما لحقته علامة التأنيث، سواء أدلّ على مؤنّث أم مذكّر، نحو: «خديجة»، و«عنترة»، و «زكرياء».
- المؤنّث المعنويّ: هو ما دلّ على مؤنّث دون أن تلحقه علامة التأنيث، وإنّما تكون مقدّرة، لأنّه مؤنّث في المعنى سواءً أكان مؤنّثًا حقيقيًّا، نحو: «مريم» ، و«دعد»، أو مؤنّثًا مجازيًّا، نحو: «يد»، و«نار».
  - يكون المؤنّث معنويًّا في أربعة مواضع:

1. أعلام الإناث ، نحو : «هند» ، و «سعاد» ، و «نجاح».
2. الأسماء المختصّة بالإناث ، نحو : «أمّ ...» ، و «أخت ...».
3. أسماء المدن والقبائل، نحو : «القدس» ، و «قريش».
4. أسماء بعض الأعضاء المزدوجة في جسم الإنسان أو الحيوان، نحو: «عين»، و«أذن»، و«كتف».

- المؤنّث اللفظي والمعنويّ: وهو ما كان علمًا لمؤنّث وفيه علامة تأنيث ظاهرة، نحو : «ماجدة»، و«بدريّة»، و «سلمى»، و «هناء».[1]

## التذكير

### أقسام المذكر
ينقسم المذكر لقسمين: مذكر لفظي، ومذكر معنوي.
- المذكر اللفظي: هو الاسم المذكر في لفظه، مثل «حسن»، «فتى»، «أسد».
- المذكر المعنوي: هو الاسم المذكر في معناه، بغض النظر عن لفظه، وقد يكون أحيانًا محتويًا على علامة تأنيث: مثل «حمزة»، و«أسامة»، و«معاوية»، و«خليفة»، و«جمعة»، و«حنظلة»، و«عروة»، و«أمية»، و«حذيفة»، و«طلعة»، و«مسيلمة»، و«عتيبة»، و«قُتيبة».

### تذكير الاسم
هو جعل الاسم مذكرًا لفظًا ومعنًى، نحو: «رجل» أو جعل الاسم المؤنّث مذكّرا، نحو : «كاتبة ـ كاتب» ويقابله التأنيث. وهو ثلاثة أنواع، هي: التذكير الذاتي، والتذكير المكتسب (الحكمي)، والتذكير التأويليّ.

#### التذكير الذاتي
هو، في الاصطلاح، كون الكلمة مذكّرة في ذاتها بدون أيّ اعتبار خارجي، كتأويلها أو إضافتها، نحو: «ولد».

#### التذكير المكتسب (الحكمي)
هو، في الاصطلاح، أن يكتسب الاسم المؤنّث تذكيرًا من إضافته إلى اسم مذكّر، نحو:
«إنارة» مؤنّث ، اكتسب تذكيرًا من المضاف إليه المذكّر، بدليل عود الضمير في «مكسوف» إليه مذكّرًا.

#### التذكير التأويلي
هو أن يكتسب الاسم المؤنّث تذكيرا عن طريق تأويله (تفسيره) باسم مذكّر نحو : «هذا النافذة» والمراد «الشبّاك».

## الأفعال
في الأفعال، يكون التذكير هو الصورة البسيطة لها، وفي حال التأنيث، تُوضَع تاء التأنيث الساكنة للفعل الماضي، أما للمضارع فتُوضَع تاء تأنيث متحركة أو نون النسوة حسب الحالة، أما الأمر فتُوضَع ياء المخاطبة.